# Wates Wetan
Wates Wetan is een bestuurslaag in het regentschap Lumajang van de provincie Oost-Java, Indonesië. Wates Wetan telt 4604 inwoners (volkstelling 2010).